# Glaucopsyche jacki
Glaucopsyche jacki är en fjärilsart som beskrevs av Don B. Stallings och Turner 1947. Glaucopsyche jacki ingår i släktet Glaucopsyche och familjen juvelvingar. Inga underarter finns listade i Catalogue of Life.